# Cù Bị
Cù Bị là một xã thuộc huyện Châu Đức, tỉnh Bà Rịa – Vũng Tàu, Việt Nam.

## Địa lý
Xã Cù Bị nằm ở phía tây bắc huyện Châu Đức, có vị trí địa lý:
- Phía đông giáp xã Xà Bang
- Phía tây và phía bắc giáp tỉnh Đồng Nai
- Phía nam giáp thị xã Phú Mỹ và các xã Láng Lớn, Xà Bang.

Xã có diện tích 46,71 km², dân số năm 2002 là 8642 người, mật độ dân số đạt 185 người/km².

## Lịch sử
Xã Cù Bị được thành lập vào ngày 22 tháng 10 năm 2002 trên cơ sở 4.671 ha diện tích tự nhiên và 8.642 người của xã Láng Lớn (trong đó có toàn bộ 941 ha diện tích tự nhiên và 2.744 người của ấp Liên Hiệp 2 (đội 1 nông trường cao su Cù Bị) thuộc xã Xà Bang vừa được chuyển về xã Láng Lớn).